# フィギュアスケート用語一覧
フィギュアスケート用語一覧（フィギュアスケートようごいちらん）は、フィギュアスケートに関連する用語の一覧。

## あ
アイスダンスフィギュアスケート競技のひとつ。アイスダンス参照。
アウトサイドエッジエッジの外側を使うこと。アウトエッジともいう。インサイドエッジの逆。
アクセルジャンプジャンプのひとつ。前向き踏み切りで跳ぶ。アクセルジャンプ参照。
アップライトスピンスピンのひとつ。上体と軸足が真っ直ぐになるスピン。スピン参照。
アラビアンフリーレッグのトウで氷面を蹴り、水平姿勢を保ち回転を付けながら進む動作。こののちキャメルスピン、フライングキャメルスピン、バタフライスピンのいずれかに移行する。
イナバウアームーヴズインザフィールドのひとつ。足を前後に開き、爪先を180度開いて真横に滑る技。イナバウアー参照。
インサイドエッジエッジの内側を使うこと。インエッジともいう。アウトサイドエッジの逆。
エッジブレードが氷に直接接する部分。中央に溝が入っており、氷と接する部分は左右2点のエッジとなる。
エレメンツ要素を参照。
オーバーローテーションジャンプの着氷後のランディングで乱れ、氷上で1回転すること。オーバーターンともいう。
オープンストロークストロークの際、足を交差させずに踏み出すものを指す。クロスオーバーの逆。
オリジナルダンスアイスダンスの種目のひとつ。オリジナルダンス参照。
オリジナルプログラム現在のショートプログラム。
オリンピックフィギュアスケート競技最も権威ある大会。オリンピックフィギュアスケート競技参照。

## か
回転不足十分に回転しないで着氷するジャンプを指す。減点対象。
カウンターターンターン動作のひとつ。カーブと反対方向に体を回し片足でターンする。エッジは換えない。ロッカーターンの逆。ターン参照。
カップルアイスダンスで組む男女を指す。ペアの逆。
キスアンドクライ採点結果を待つ場所のこと。コーチも同席することが多い。
キャッチフットフリーレッグをつかむこと。スピンやスパイラルの際に見られる。
キャメルスピンスピンのひとつ。上体とフリーレッグが水平一直線になるスピン。スピン参照。
クアドルプル4回転ジャンプのこと。単にクアドともいう。
クロスオーバーストロークの際、互いに足を交差させて踏み出すものを指す。クロスストロークともいう。オープンストロークの逆。
国際スケート連盟スケート競技全般を統括する国際機関。通称ISU。国際スケート連盟参照。
国内選手権フィギュアスケート競技会参照。
コンパルソリーダンスアイスダンスの種目のひとつ。オリジナルダンス参照。
コンビネーションジャンプやスピンなどで2回以上連続して行うことを指す。コンビネーションジャンプ、コンビネーションスピンなど。
コンビネーションスピン2つ以上を続けて行うスピン。スピン参照。

## さ
サルコウジャンプジャンプのひとつ。スウェーデンのウルリッヒ・サルコウにちなむ。サルコウジャンプ参照。
ザヤックルールジャンプの跳ぶ回数と種類に制限を設けたルール。アメリカの女子シングル選手エレイン・ザヤックに由来する。ジャンプ参照。
シットスピンスピンのひとつ。軸足を曲げ腰を下ろしフリーレッグを前に伸ばしたスピン。スピン参照。
シニア年齢別による競技クラスのひとつ。15歳以上。
シュートザダックムーヴズインザフィールドのひとつ。フリーレッグを前に伸ばしシットスピンのような姿勢をキープしたまま滑ることを指す。ムーヴズインザフィールド参照。
ショートプログラム男子シングル、女子シングル、ペアの種目のひとつ。フリースケーティングに先立って行われる。かつてのオリジナルプログラム。単にショートとも呼ばれる。ショートプログラム参照。
シンクロナイズドスケーティングシンクロナイズドスケーティング参照。
新採点システム2003-2004年シーズンのISUグランプリシリーズより試験導入され、2004-2005年から本格導入された採点システム。通称NJS（The NEW JUDGING SYSTEM）。ISUジャッジシステム参照。
軸足ジャンプの際には踏み切る足を指し、スピンの際には氷に乗っている足を指す。フリーレッグの逆。
ジャンプ公式に認められているジャンプはトウループジャンプ、サルコウジャンプ、ループジャンプ、フリップジャンプ、ルッツジャンプ、アクセルジャンプの6種類。ジャンプ参照。
ジャンプコンビネーションジャンプを着氷した足で再び次のジャンプを飛ぶこと。着氷した足で次のジャンプに踏み切らなければならないため2回目以降は必ずトウループジャンプかループジャンプとなる。コンビネーションジャンプともいう。ジャンプ参照。
ジャンプシークエンスジャンプを着氷した後、ステップやターンなどを挟み再び次のジャンプを飛ぶこと。ジャンプ参照。
ジュニア年齢別による競技クラスのひとつ。13歳以上18歳以下。
女子シングルシングルスケーティング参照。
ステップアウトジャンプの着氷で乱れ、着氷のポーズを取る前にフリーレッグを踏み出してしまうこと。減点対象。
ステップシークエンス必須要素のひとつ。ストレートラインステップ、サーキュラーステップ、サーペンタインステップの3種類がある。ステップ参照。
ストロークエッジで氷を押して進む動きを指す。クロスオーバーとオープンストロークがある。
スパイラルステップシークエンス女子シングルとペアの必須要素のひとつ。フリーレッグを腰より高い位置にキープして滑ることを指す。スパイラル参照。
スピン必須要素のひとつ。片足で3回転以上するものを指す。基本はアップライトスピン、キャメルスピン、シットスピンなど。スピン参照。
スプレッドイーグルムーヴズインザフィールドのひとつ。両足のトウを外側に大きく開いて横に滑ることを指す。イーグルともいう。ムーヴズインザフィールド参照。
スリーターンターン動作のひとつ。カーブと同じ回転方向に体を回しエッジを換え片足でターンする。ブラケットターンの逆。ターン参照。
スロージャンプペアの必須要素のひとつ。男性が女性を投げ上げるジャンプ。ジャンプ参照。
全体練習本番前に6分間行われる最終確認の事。しかし、一度に多くの選手がリンク内に入る為にぶつかる事も。この事もあってか入る人の人数を減らして欲しいとの声も。
世界シンクロナイズドスケーティング選手権シンクロナイズドスケーティングのシーズン世界一を決める大会。世界シンクロナイズドスケーティング選手権参照。
世界ジュニアフィギュアスケート選手権ジュニアのシーズン世界一を決める競技大会。ジュニアクラスでは最も権威ある大会。世界ジュニアフィギュアスケート選手権参照。
世界フィギュアスケート選手権シーズン世界一を決める競技大会。オリンピックを除けば最も権威ある大会。世界フィギュアスケート選手権参照。
ソルダトワルール国籍を移した際に、一定期間競技会への参加を認めないルール。ロシアからベラルーシに国籍を移し再びロシアに戻ったユリア・ソルダトワに由来する。

## た
ターン片足でターンするものとして、スリーターン、ブラケットターン、ロッカーターン、カウンターターンがある。また足を踏み換えてターンするものとしてモホークターン、チョクトーターンがある。ターン参照。
男子シングルシングルスケーティング参照。
チート「騙す」の意であるcheatから転じ、回転不足のジャンプを指す。チートジャンプ。
チョクトーターンターン動作のひとつ。足を踏み換えると同時にエッジを換えターンする。モホークターンの逆。ターン参照。
ツーフット両足で着氷すること。減点対象。
トゥイズル片足で回転しながら移動することを指す。
トウブレードの先端にあるギザギザ部分を指す。ジャンプの踏み切りやスピン時に使う。トウピックともいう。
トウループジャンプジャンプのひとつ。トウループジャンプ参照。

## は
バックフリップバック転のこと。国際スケート連盟の競技会で行うことは禁止されている。
パーソナルベスト自己最高の意。Personal BestsからPBとも略される。ISUジャッジシステム参照。
パンクジャンプの際タイミングが合わず予定回数より回転数が減ってしまう事。ポップと同意。
ビールマンスピンフリーレッグを背中から掴み、頭の上にまで上げるスピン。スイスのデニス・ビールマンにちなむ。スピン参照。
フィギュアスケート競技会大別すると国際スケート連盟が承認する競技会とそれ以外の大会に分けられる。フィギュアスケート競技会参照。
フライングスピン一度跳び上がってから行うスピンを指す。フライングシットスピン、フライングキャメルスピンなどがある。スピン参照。
フリースケーティング男子シングル、女子シングル、ペアの種目のひとつ。ショートプログラムの後に行われる。ロングプログラム、フリープログラムまたは単にフリーとも呼ばれる。フリースケーティング参照。
フリーダンスアイスダンスの種目のひとつ。フリーダンス参照。
フリーレッグ氷に乗っていない方の足。軸足の逆。
フリップジャンプジャンプのひとつ。フリップジャンプ参照
フルッツ軸足がインサイドエッジのまま踏み切るルッツジャンプを指す。ルッツジャンプ参照。
ブラケットターンターン動作のひとつ。カーブと反対方向に体を回しエッジを換え片足でターンする。スリーターンの逆。ターン参照。
ブレードスケート靴の靴底につけられた金属製の器具。
プロフェッショナル国際スケート連盟の競技会に出場できない者。プロ。
ペアペアスケーティング参照。
ポップジャンプの際タイミングが合わず予定回数より回転数が減ってしまう事。パンクと同意。

## ま
巻き足ジャンプの空中姿勢で交差する足の膝が折れ横にはみ出したものを指す。
ミラースケーティング2人の選手が鏡に映したように左右対称の動きをすること。
モホークターンターン動作のひとつ。足を踏み換えてもエッジは換えずにターンする。チョクトーターンの逆。ターン参照。

## や
ユニゾンペアやアイスダンスにおける2人の動きの同等性。
ヨーロッパフィギュアスケート選手権ヨーロッパ州の国と地域のみに出場が許される選手権大会。ヨーロッパフィギュアスケート選手権参照。
要素ISUの文書で言うところのelements。競技において実行が考えられる技術。専ら、競技において実行が要求される技術(規定要素)のことを指す。
四大陸フィギュアスケート選手権ヨーロッパ州以外のアジア州、アメリカ州、アフリカ州、オセアニア州の国と地域のみに出場が許される選手権大会。四大陸フィギュアスケート選手権参照。

## ら
リップ軸足がアウトサイドエッジのまま踏み切るフリップジャンプを指す。フリップジャンプ参照。
リフトペアとアイスダンスの必須要素。リフト参照。
ループジャンプジャンプのひとつ。ループジャンプ参照。
ルッツジャンプジャンプのひとつ。オーストリアのアロイス・ルッツにちなむ。ルッツジャンプ参照。
レイバックスピン軸足を真っ直ぐにして上体を後ろに反らすスピンを指す。スピン参照。
ロッカーターンターン動作のひとつ。カーブと同じ回転方向に体を回し片足でターンする。エッジは換えない。カウンターターンの逆。ターン参照。
ロングプログラムフリースケーティングの別称。

## わ
ワールド世界フィギュアスケート選手権の別称。
ワルツジャンプアクセルジャンプと同じ踏み切りで半回転のみのジャンプを指す。

## A-Z
ISUスケート競技全般を統括する国際機関。International Skating Unionから通称ISU。国際スケート連盟参照。
ISUグランプリシリーズアメリカ、カナダ、中国、フランス、ロシア、日本で開催される大会と各大会の上位選手に出場資格が与えられるファイナル大会を含めた総称。ISUグランプリシリーズ参照。
ISUジュニアグランプリジュニアの大会。世界8カ国で開催される大会と各大会の上位選手に出場資格が与えられるファイナル大会を含めた総称。ISUジュニアグランプリ参照。
NJS新採点システム。New Judging Systemから通称NJS。ISUジャッジシステム参照。
PB自己最高の意。Personal BestsからPB。
Y字スパイラルフリーレッグを横から掴み、Y字のようにキープして滑ることスパイラルを指す。スパイラル参照。